# Дрёма
Дрёма (лат. Melándrium) — выделявшийся ранее в качестве самостоятельного род растений семейства Гвоздичные, по современной классификации включается в состав рода Смолёвка (Silene).
В последнем издании «Флоры Средней России» Маевского (2014) род включён в состав Silene, про этом русскоязычное название «Дрёма» сохранено в качестве третьего альтернативного только за одним видом — Silene pratensis (Rafn) Godr. — Смолёвка луговая, или Смолёвка белая, или Дрёма [ Syn. Silene latifolia Poiret non Britt et Rendle, Silene alba Mill. E.H.L. Krause nom.illeg., Melandrium album (Mill.) Garcke].

## Ботаническое описание
Двулетние или многолетние травы.
Цветки однополые, собраны в дихазно-метельчатое соцветие. Чашечка трубчато-колокольчатая или продолговато-яйцевидная с 5 зубцами, 10 заметными жилками у тычиночных и 20 — у пестичных цветков. Лепестков 5, с двулопастным отгибом. Завязь пятигнёздная с многочисленными семяпочками. Столбиков 5.
Плод — коробочка (зрелая) в основании одногнёздная, многосемянная, открывается 10 зубцами, на карпофоре. Семена по спинке выпуклые.

## Некоторые виды
- Melandrium album (Mill.) Garcke, 1858 — Дрёма белая
  - [syn.  Silene latifolia Poir., 1789]
  - [syn.  Melandrium pratense (Rafn) Roehl., 1812 typus]
- Melandrium astrachanicum Pacz., 1892 — Дрёма астраханская
  - [syn.  Silene astrachanica (Pacz.) Takht., 1975]
- Melandrium dicline (Lag.) Willk., 1853
  - [syn.  Silene diclinis (Lag.) M.Laínz, 1963]
- Melandrium dioicum (L.) Coss. & Germ., 1845 — Дрёма двудомная
  - [syn.  Silene dioica (L.) Clairv., 1811]
  - [syn.  Melandrium sylvestre (Schkuhr) Röhl., 1812 — Дрёма лесная]
- Melandrium eriocalycinum Boiss., 1854 — Дрёма шерстисточашечковая
  - [syn.  Silene montbretiana Boiss., 1843]
- Melandrium glaberrimum Bondarenko & Vved., 1971
- Melandrium glutinosum Rouy, 1894
  - [syn.  Silene marizii Samp., 1909]
- Melandrium lapponicum (Simmons) Kuzen., 1956 — Дрёма лапландская
  - [syn.  Silene dioica subsp. lapponica (Simmons) Tolm. & Kozhanch., 1971]
- Melandrium nemorale (Heuff. ex Rchb.) A.Braun, 1843
  - [syn.  Silene heuffelii Soó, 1963]
- Melandrium physocalycinum Hausskn. & Bornm., 1895
  - [syn.  Silene physocalycina (Hausskn. & Bornm.) Melzh., 1988]
- Melandrium saxosum A.P.Khokhr., 1989 — Дрёма скалистая

Помимо указанных, при принятии рода в качестве самостоятельного, в род включаются и другие виды.